# Nicolas-Louis Vauquelin

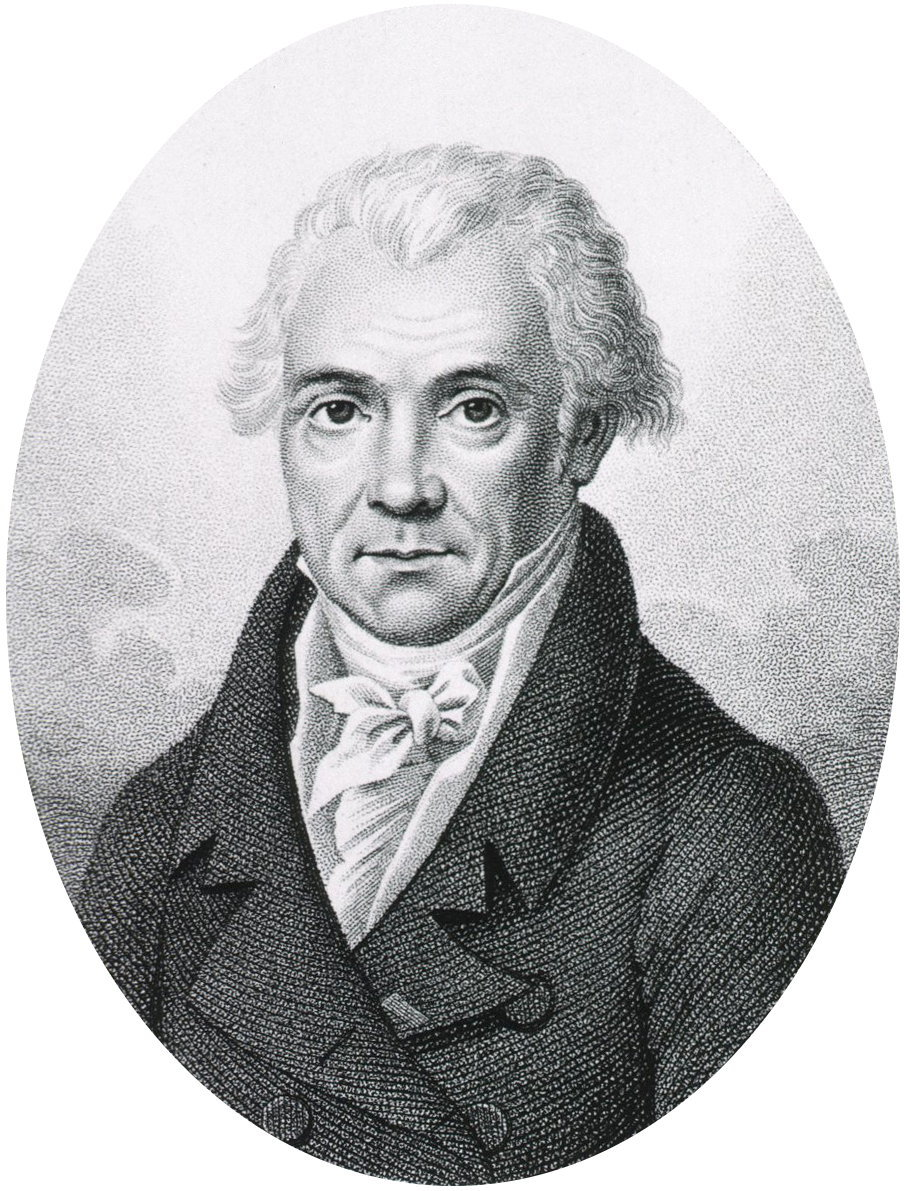
Nicolas-Louis Vauquelin

Nicolas-Louis Vauquelin (Saint-André-d'Hébertot, 16 mei 1763 - aldaar, 14 november 1829) was een Frans chemicus.
Vauquelin was de ontdekker van het element beryllium (Be). In 1798 scheidde Vauquelin berylliumoxide (BeO) af uit het mineraal beril. Hij onderkende andere eigenschappen dan die van oxiden van reeds bekende elementen.

## Studie en loopbaan
Op 13-jarige leeftijd werd hij apothekersleerling in Rouen. Van 1779 – 1788 was hij achtereenvolgens knecht, leerling en medewerker van A. F. de Fourcroy in Parijs. In 1793 werkte hij in een apotheek in Melun. In 1794 werd hij hoogleraar in de scheikunde aan de École des Mines (Parijs) en docent aan de École Polytechnique. In 1801 hoogleraar aan het Collège de France en in 1803 directeur van de pas opgerichte École Spéciale de Pharmacie. Van 1804 – 1811 was hij hoogleraar aan de Jardin des Plantes en van 1811 – 1829 aan de medische faculteit van de Sorbonne, als opvolger van Fourcroy.
In 1797 slaagde Vauquelin erin om chroom(VI)oxide uit crocoiet te isoleren door het mineraal op te lossen in zoutzuur. Een jaar later bleek hij in staat om uit chroomoxide metallische chroom te isoleren door het in een oven te verhitten. Later ontdekte hij dat sommige edelstenen (zoals robijn) ook sporen van chroom bevatten.
Hij bepaalde de samenstelling van aluin en isoleerde (in 1806) samen met P.J. Robiquet, het eerste aminozuur dat werd ontdekt: asparagine.